# Anatolistica
L'anatolistica è la disciplina che si occupa dello studio storico-filologico delle culture che nascono e derivano dalla civiltà della regione dell'Anatolia (Asia Minore).
Il periodo studiato va dal secondo millennio a.C. fino all'età ellenistica.
Fa parte dell'anatolistica anche lo studio delle lingue usate nella regione, sia quelle indoeuropee (ittita, luvio, palaico, licio, lidio, cario, frigio) che quelle non indoeuropee (hattico, hurrico, urarteo) e delle relative scritture (cuneiforme, geroglifica, alfabetica).